# Eden Hazard
Eden Michael Hazard (wym. [edɛn azɑʁ], ur. 7 stycznia 1991 w La Louvière) – belgijski piłkarz, który występował na pozycji napastnika. W latach 2008–2022 reprezentant Belgii. Brązowy medalista Mistrzostw Świata w Rosji w 2018. Zakończył karierę 10 października 2023 roku.

## Kariera klubowa

### Początek kariery
Karierę piłkarską rozpoczął w Royal Stade Brainois, w latach 2003–2005 występował w Tubize. W 2005 roku został zawodnikiem Lille OSC. 24 listopada 2007 zadebiutował w jego barwach w Ligue 1 (Liga francuska) w przegranym 0:2 meczu z AS Nancy, w którym w drugiej połowie zmienił Nicolasa Fauverguea. W sezonie 2008/2009 wywalczył miejsce w podstawowym składzie francuskiego klubu, strzelił również swojego pierwszego gola w ekstraklasie – 20 września 2008 zdobył bramkę w spotkaniu z AJ Auxerre (3:2). Ponadto został uznany za najlepszego młodego gracza Ligue 1.

### Pierwszy skład Lille i pierwsze sukcesy
W sezonie 2009/2010 Hazard zadebiutował w Lidze Europy, strzelił również w tych rozgrywkach dwa gole, m.in. jednego w spotkaniu 1/8 finału z Liverpoolem, zapewniając swojemu zespołowi zwycięstwo 1:0. W Ligue 1 wystąpił w 37 spotkaniach i ponownie został uznany za najlepszego młodego gracza. Ponadto trafił do „jedenastki sezonu” francuskiej ekstraklasy. W kolejnych rozgrywkach (2010/2011), w których zdobył siedem bramek (m.in. w meczu z Nancy (1:0) i spotkaniu z Valenciennes FC w 92. minucie (2:1)) wraz z Lille został mistrzem Francji. Wywalczył również puchar kraju – w finałowym pojedynku z Paris Saint-Germain wystąpił w podstawowym składzie. Po raz drugi znalazł się w „jedenastce sezonu”, został również wybrany najlepszym graczem Ligue 1. W lipcu 2011 roku zagrał w meczu o Superpuchar Francji z Olympique Marsylia, w którym strzelił gola, lecz Lille przegrało 4:5.
W sezonie 2011/2012 Hazard rozegrał w Ligue 1 38 meczów i strzelił 20 goli (m.in. trzy w spotkaniu z Nancy, zapewniając swojemu zespołowi zwycięstwo 4:1). Ponownie został wybrany najlepszym graczem francuskiej ekstraklasy i po raz trzeci trafił do „najlepszej jedenastki rozgrywek”. Zadebiutował również w Lidze Mistrzów – 14 września 2011 wystąpił w spotkaniu z CSKA Moskwa. W 2011 otrzymał także nagrodę Bravo Award.

### Chelsea

#### Sezon 2012/2013
4 czerwca 2012 roku Hazard podpisał kontrakt z Chelsea. Pierwszy mecz w nowych barwach rozegrał 12 sierpnia w przegranym 2:3 meczu o Tarczę Wspólnoty przeciwko Manchesterowi City. W Premier League zadebiutował 19 sierpnia w meczu przeciwko Wigan Athletic, w którym zaliczył asystę oraz wywalczył wykorzystany przez Franka Lamparda rzut karny. Swojego pierwszego gola zdobył sześć dni później przeciwko Newcastle United z rzutu karnego. W fazie grupowej Ligi Mistrzów Belg zagrał we wszystkich meczach. Chelsea zakończyła rozgrywki grupowe na trzecim miejscu i nie wyszła z grupy, przechodząc do Ligi Europy.
23 stycznia 2013 Hazard po starciu z chłopcem od podawania piłek otrzymał pierwszą w swojej karierze czerwoną kartkę. W rozegranym 11 maja meczu Premier League przeciwko Aston Villi asystował przy obu golach Franka Lamparda, który tym samym został rekordzistą pod względem liczby goli strzelonych dla Chelsea.
W swoim pierwszym sezonie na Stamford Bridge zdobył 13 bramek i 19 asyst w 62 rozegranych spotkaniach oraz wygrał Ligę Europy – w finałowym meczu przeciwko Benfice nie zagrał z powodu kontuzji. Został również wybrany do najlepszej jedenastki sezonu Premier League.

#### Sezon 2013/2014
Hazard wystąpił w meczu o Superpuchar Europy UEFA 2013 przeciwko Bayernowi Monachium, w którym strzelił bramkę na 2:1, jednak Chelsea przegrała ten mecz w rzutach karnych.
4 grudnia w meczu przeciwko Sunderlandowi Hazard dwukrotnie wpisał się na listę strzelców, pomagając drużynie w zwycięstwie 4:3. 8 lutego 2014 roku w meczu przeciwko Newcastle zanotował pierwszego dla Chelsea hat-tricka.
Na koniec sezonu Hazard został wybrany Młodym Piłkarzem Roku według PFA oraz najlepszym zawodnikiem sezonu w Chelsea, a także drugi raz z rzędu znalazł się w najlepszej jedenastce sezonu.

#### Sezon 2014/2015
Przed sezonem Hazard zmienił numer na koszulce z 17 na 10. Pierwszego gola w sezonie strzelił przeciwko Leicester City.
12 lutego przedłużył kontrakt z klubem do 2020 roku.
1 marca wywalczył z klubem Puchar Ligi Angielskiej – w meczu finałowym grał przez całe 90 minut.
26 kwietnia Belg został wybrany przez PFA najlepszym piłkarzem roku w Anglii. Tydzień później w wygranym 1:0 meczu z Crystal Palace Hazard zdobył jedynego gola meczu, dobijając niewykorzystany wcześniej przez siebie rzut karny. Zwycięstwo to zapewniło Chelsea tytuł mistrza Anglii. Sezon zakończył z 19 golami w 54 meczach we wszystkich rozgrywkach, w tym 14 w 38 spotkaniach ligowych. Indywidualnie Hazard oprócz nagrody piłkarza roku w Anglii otrzymał nagrody najlepszego zawodnika sezonu w Chelsea.

#### Sezon 2015/2016
Przez cały sezon 2015/2016 Hazard nie mógł znaleźć optymalnej formy. Swojego pierwszego gola w sezonie zawodnik zdobył dopiero 31 stycznia 2016 roku z rzutu karnego przeciwko MK Dons w meczu Pucharu Anglii – wcześniej nie wpisał się na listę strzelców przez 2358 minut meczowych. Pierwsze dwie bramki w Premier League Belg zdobył w kwietniu przeciwko Bournemouth.
2 maja w meczu przeciwko Tottenhamowi jego gol zdobyty w 83 minucie meczu zapewnił Chelsea remis 2:2. Ten wynik sprawił, że Leicester City zostało mistrzem Anglii.

#### Sezon 2016/2017
W pierwszym meczu nowego sezonu przeciwko West Hamowi Hazard wykorzystał rzut karny, przyczyniając się do zwycięstwa Chelsea 2:1.
Od 1 października do 31 grudnia 2016 Chelsea zanotowała 13 zwycięstw z rzędu w lidze – w meczach tych Hazard zdobył siedem bramek, a w październiku zdobył nagrodę Premier League Player of the Month. 4 lutego 2017 w meczu przeciwko Arsenalowi zdobył bramkę po indywidualnej akcji, pomagając swojej drużynie w zwycięstwie 3:1. Gol ten został wybrany bramką miesiąca w lidze.
Na koniec sezonu Hazard został po raz drugi mistrzem Anglii. Pomógł też Chelsea dojść do finału Pucharu Anglii, który Chelsea przegrała 1:2 z Arsenalem. W lidze strzelił 16 bramek i zanotował pięć asyst. Hazard został po raz czwarty wybrany do najlepszej jedenastki sezonu Premier League i po raz trzeci został piłkarzem sezonu Chelsea.

#### Sezon 2017/2018
Hazard pierwszą część sezonu stracił z powodu kontuzji. Pierwszego gola w lidze zdobył 28 października przeciwko Bournemouth. W wygranym 4:0 meczu przeciwko Brighton & Hove Albion strzelił swojego setnego ligowego gola w profesjonalnej karierze.
19 maja wygrał z Chelsea Puchar Anglii – w wygranym 1:0 finale przeciwko Manchesterowi United zdobył z rzutu karnego jedynego gola tego meczu.
Dzięki udanym dla Belgii mistrzostwom świata Hazard znalazł się w wybranej przez FIFPro najlepszej jedenastce sezonu na świecie, wraz z kolegą klubowym N’Golo Kanté.

#### Sezon 2018/2019
Pierwszego gola w sezonie 2018/19 Hazard strzelił przeciwko Newcastle. We wrześniu Hazard zdobył 5 goli w czterech meczach (w tym hat-tricka w meczu przeciwko Cardiff City), dzięki czemu został wybrany piłkarzem miesiąca Premier League. 26 grudnia przeciwko Watfordowi zdobył dwa gole – pierwszy z nich był jego setnym trafieniem dla Chelsea.
Na koniec 2018 Hazard został wybrany Sportowcem Roku w Belgii. W kwietniu 2019 roku jego gol przeciwko West Hamowi po indywidualnej akcji został wybrany najładniejszym golem miesiąca w lidze.
29 maja Hazard po raz drugi w barwach Chelsea świętował zwycięstwo w Lidze Europy. W wygranym 4:1 finale przeciwko Arsenalowi strzelił dwa gole i zaliczył asystę przy trafieniu Pedro, dzięki czemu został wybrany zawodnikiem meczu. W całym sezonie Hazard zdobył 21 goli, z czego w Premier League zaliczył 16 trafień. Oprócz tego, 15 ligowych asyst pozwoliło Belgowi na zdobycie nagrody Playmaker Award dla najlepszego asystenta ligi. Na koniec sezonu po raz czwarty został wybrany najlepszym zawodnikiem sezonu w Chelsea.
Łącznie przez siedem lat gry w Chelsea Hazard wystąpił w 352 meczach, w których strzelił 110 bramek i zanotował 92 asysty. W momencie odejścia z Chelsea był dziewiątym najlepszym strzelcem drużyny ze Stamford Bridge.

### Real Madryt
7 czerwca 2019 oficjalnie został ogłoszony transfer Hazarda do Realu Madryt. 3 czerwca 2023 hiszpański klub podał do wiadomości, że z dniem 30 czerwca Hazard opuści drużynę Królewskich.

## Kariera reprezentacyjna
W barwach narodowych po raz pierwszy wystąpił 29 marca 2006 w meczu reprezentacji do lat 15 z Luksemburgiem, w którym strzelił gola, przyczyniając się do zwycięstwa 2:0. W 2007 wraz z kadrą do lat 17 uczestniczył w mistrzostwach Europy – Belgowie wywalczyli w nich brązowe medale, a Hazard zdobył bramkę z rzutu karnego w grupowym spotkaniu z Holandią (2:2). Ponadto zdobył gola w serii rzutów karnych przegranego pojedynku półfinałowego z Hiszpanią.
Również w 2007 Hazard brał udział w mistrzostwach świata do lat 17 – w turnieju, który odbył się w Korei Południowej, rozegrał trzy mecze, zaś Belgowie nie wywalczyli awansu do fazy pucharowej. W latach 2007–2009 regularnie występował w reprezentacji U-19 – m.in. 10 października 2008 strzelił dla niej dwa gole w zremisowanym 2:2 spotkaniu z Chorwacją. 19 listopada 2008 zadebiutował w kadrze seniorskiej w pojedynku z Luksemburgiem, w którym wszedł na boisko w drugiej połowie.
W 2009 rozegrał pięć meczów w kwalifikacjach do mistrzostw świata w RPA. 7 października 2011 w spotkaniu eliminacji do mistrzostw Europy w Polsce i na Ukrainie z Kazachstanem strzelił swojego pierwszego gola w reprezentacji, przyczyniając się do zwycięstwa 4:1. 25 maja 2012 w towarzyskim pojedynku z Czarnogórą (2:2) strzałem z rzutu karnego zdobył swoją drugą bramkę.
W 2018 został powołany do reprezentacji Belgii na Mistrzostwa Świata w Rosji, na których jego drużyna zajęła trzecie miejsce. Sam Hazard na turnieju strzelił trzy bramki (dwie w meczu grupowym z Tunezją i jedną w meczu o 3. miejsce przeciwko Anglii) i zaliczył dwie asysty. Został też nagrodzony Srebrną Piłką jako drugi najlepszy piłkarz turnieju, za Luką Modriciem.
Podczas Mistrzostw Europy w 2020 r. gdzie reprezentacja Belgii doszła do ćwierćfinału zaliczył tylko jedną asystę w grupowym spotkaniu z Danią przy zwycięskiej bramce Kevina de Bruyne na 2:1. Hazard rozpoczął turniej na ławce rezerwowych, a w meczu 1/8 finału z Portugalią (1:0) nabawił się kontuzji, która wykluczyła go z następnego meczu z późniejszymi zwycięzcami rozgrywek Włochami (1:2).
Brał udział również na mundialu w 2022 roku w Katarze. Tam Belgowie zawiedli nie wychodząc nawet z grupy i zdobywając zaledwie jedną bramkę w przeciągu trzech spotkań w wygranym 1:0 meczu z Kanadą. Następnie po bezbramkowym remisie 0:0 z wicemistrzami świata Chorwacją przegrali 0:2 z nieoczekiwanym zwycięzcą grupy Marokiem. Po nieudanym turnieju Eden postanowił zakończyć karierę reprezentacyjną.
10 października 2023 Eden Hazard ogłosił zakończenie kariery sportowej.

## Statystyki kariery
aktualne na 13 maja 2023
| Zespół             | Sezon              | Liga    | Liga | Puchar kraju | Puchar kraju | Puchar Ligi | Puchar Ligi | Europa  | Europa | Inne    | Inne | Łącznie | Łącznie |
| Zespół             | Sezon              | Występy | Gole | Występy      | Gole         | Występy     | Gole        | Występy | Gole   | Występy | Gole | Występy | Gole    |
| ------------------ | ------------------ | ------- | ---- | ------------ | ------------ | ----------- | ----------- | ------- | ------ | ------- | ---- | ------- | ------- |
| Lille B            | 2007/08            | 11      | 1    | –            | –            | –           | –           | –       | –      | –       | –    | 11      | 1       |
| Lille B            | 2008/09            | 2       | 0    | –            | –            | –           | –           | –       | –      | –       | –    | 2       | 0       |
| Lille B            | Łącznie            | 13      | 1    | –            | –            | –           | –           | –       | –      | –       | –    | 13      | 1       |
| Lille OSC          | 2007/08            | 4       | 0    | 0            | 0            | 0           | 0           | –       | –      | –       | –    | 4       | 0       |
| Lille OSC          | 2008/09            | 30      | 4    | 4            | 2            | 1           | 0           | –       | –      | –       | –    | 35      | 6       |
| Lille OSC          | 2009/10            | 37      | 5    | 1            | 0            | 2           | 1           | 12      | 4      | –       | –    | 52      | 10      |
| Lille OSC          | 2010/11            | 38      | 7    | 5            | 3            | 2           | 2           | 9       | 0      | –       | –    | 54      | 12      |
| Lille OSC          | 2011/12            | 38      | 20   | 3            | 1            | 1           | 0           | 6       | 0      | 1       | 1    | 49      | 22      |
| Lille OSC          | Łącznie            | 147     | 36   | 13           | 6            | 6           | 3           | 27      | 4      | 1       | 1    | 194     | 50      |
| Chelsea            | 2012/13            | 34      | 9    | 6            | 1            | 5           | 2           | 13      | 1      | 4       | 0    | 62      | 13      |
| Chelsea            | 2013/14            | 35      | 14   | 3            | 0            | 1           | 0           | 9       | 2      | 1       | 1    | 49      | 17      |
| Chelsea            | 2014/15            | 38      | 14   | 1            | 0            | 6           | 2           | 7       | 3      | –       | –    | 52      | 19      |
| Chelsea            | 2015/16            | 31      | 4    | 2            | 2            | 1           | 0           | 8       | 0      | 1       | 0    | 43      | 6       |
| Chelsea            | 2016/17            | 36      | 16   | 4            | 1            | 3           | 0           | –       | –      | –       | –    | 43      | 17      |
| Chelsea            | 2017/18            | 34      | 12   | 5            | 1            | 4           | 1           | 8       | 3      | 0       | 0    | 51      | 17      |
| Chelsea            | 2018/19            | 37      | 16   | 2            | 0            | 5           | 3           | 8       | 2      | 0       | 0    | 52      | 21      |
| Chelsea            | Łącznie            | 245     | 85   | 23           | 5            | 25          | 8           | 53      | 11     | 6       | 1    | 352     | 110     |
| Real Madryt        | 2019/20            | 16      | 1    | 0            | 0            | –           | –           | 6       | 0      | 0       | 0    | 22      | 1       |
| Real Madryt        | 2020/21            | 14      | 3    | 1            | 0            | –           | –           | 5       | 1      | 1       | 0    | 21      | 4       |
| Real Madryt        | 2021/22            | 18      | 0    | 2            | 1            | –           | –           | 3       | 0      | 0       | 0    | 23      | 1       |
| Real Madryt        | 2022/23            | 6       | 0    | 1            | 0            | –           | –           | 3       | 1      | 0       | 0    | 10      | 1       |
| Real Madryt        | Łącznie            | 54      | 4    | 4            | 1            | –           | –           | 17      | 2      | 1       | 0    | 76      | 7       |
| Łącznie w karierze | Łącznie w karierze | 459     | 126  | 40           | 12           | 31          | 11          | 97      | 17     | 8       | 2    | 635     | 168     |

## Sukcesy

### Lille OSC
- Mistrzostwo Francji: 2010/2011
- Puchar Francji: 2010/2011

### Chelsea
- Mistrzostwo Anglii: 2014/2015, 2016/2017
- Puchar Anglii: 2017/2018
- Puchar Ligi Angielskiej: 2014/2015
- Liga Europy UEFA: 2012/2013, 2018/2019

### Real Madryt
- Mistrzostwo Hiszpanii: 2019/2020, 2021/2022
- Puchar Króla: 2022/2023
- Superpuchar Hiszpanii: 2021/2022
- Liga Mistrzów UEFA: 2021/2022
- Superpuchar Europy UEFA: 2022

### Reprezentacyjne
- 3. miejsce na Mistrzostwach świata: 2018

### Indywidualne
- Wicekról strzelców Ligue 1: 2011/2012 (20 goli)
- Gracz roku Ligue 1:2010/2011, 2011/2012
- Młody gracz roku Ligue 1:2008/2009, 2009/2010
- Młody gracz roku Barclays Premier League: 2013/2014
- Jedenastka roku Ligue 1:2009/2010, 2010/2011, 2011/2012
- Bravo Award: 2011
- Jedenastka roku Premier League: 2012/2013. 2013/2014, 2014/2015, 2016/2017
- Gracz roku Chelsea FC: 2013/2014, 2014/2015, 2016/2017, 2018/2019
- Gracz roku Premier League: 2014/2015
- Premier League Player of the Month: październik 2016, wrzesień 2018
- FIFA World XI: 2018
- Premier League Goal of the Month: luty 2017, kwiecień 2019
- Srebrna Piłka Mistrzostw Świata: 2018
- Sportowiec Roku w Belgii: 2018
- Premier League Playmaker of the Season: 2018/2019

## Życie prywatne
26 kwietnia 2012 poślubił Natachę Van Honacker.
Pochodzi z piłkarskiej rodziny – ojciec Thierry grał w drugiej lidze belgiskiej, zaś matka Carine występowała w najwyższej klasie rozgrywkowej kobiet. Po zakończeniu karier zostali nauczycielami wychowania fizycznego. Jest najstarszym spośród czwórki rodzeństwa; jego bracia, Thorgan, Kylian i Ethan również są piłkarzami. 
Jest muzułmaninem.